# Wake Wood
Wake Wood (Brasil: Despertar dos Mortos ) é um filme de terror sobrenatural irlandês de 2011 dirigido por David Keating e estrelado por Timothy Spall, Eva Birthistle, Ella Connolly e Aidan Gillen. Uma coprodução internacional entre a Irlanda e o Reino Unido por meio da Hammer Film Productions, o filme é ambientado na Irlanda do Norte.